# 圓滑線

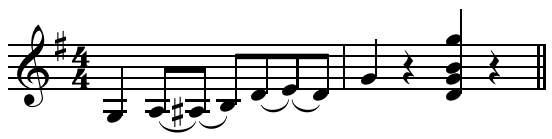
G run 的 G 大調 變奏譜例 包含數條圓滑線，同時表示了搥弦以及勾弦的演奏技巧。

圓滑線

圓滑線（Slur）是西方的音樂記譜法中的一種記號，用來標記圓滑奏的範圍。當一些音符被同一圓滑線所包含時，必須以圓順且連貫不分離的方式來演奏，也就是使用圓滑奏來銜接。 圓滑線使用曲線來表示，通常當音符的符桿朝下時記於音符的上方，反之當音符的符桿朝上時記於音符的下方：

圓滑線記譜譜例

## 記號
圓滑線要小心不要被其他兩個相似的音樂記號所混淆。連結線是一個連接兩相同音高的音的曲線，用以表示該音的時間長度由兩音符相加。樂句記號是延伸跨過樂曲的片段的曲線，在視覺上難以與圓滑線分辨，用以表示該片段為一個樂句。
當兩樂器聲部的片段被記在同一五線譜上時，若同時有圓滑奏的樂曲片段在相同的音符上時（例如豎笛演奏三度和弦），通常會習慣畫上兩圓滑線記號，但在一些樂譜上只會畫一個圓滑線記號，但仍要同時讓兩樂器聲部演奏圓滑奏。

## 演奏方式
- 對於使用琴弓的弦樂器，在同一圓滑線中的音符應在同一弓上做演奏。
- 對於吉他，在同一圓滑線中的音符應在沒有彈各自的弦的狀況下演奏（搥弦及勾弦）。
- 對於管樂器，在同一圓滑線中的音符應在不重新換氣的狀況下演奏（舌奏），除了長號外。
- 對於聲樂，圓滑線常用以標記需唱在單一音節的音符（一字多音）。

圓滑線可以跨過很多音符，有時可以包含許多小節。在一些比較極端的狀況下，作曲家寫下幾乎不可能達成的圓滑線記號，在這樣的狀況下，作曲家要強調的是這些音符要盡可能地使用圓滑奏來演出。